# 에어리프트
에어리프트(Airlift)는 인도에서 제작된 라자 메논 감독의 2016년 드라마, 스릴러 영화이다. 님랏 카우르 등이 주연으로 출연하였다.

## 출연

### 주연
- 님랏 카우르
- 악쉐이 쿠마르
- 사미어 알리 칸

### 조연
- 인아아무하크
- 푸랍 콜리
- 카이자드 코트월
- 쿠무드 미쉬라